# ジョージ・コリアス
ジョージ・コリアス（George Kollias、本名：イェオルイオス・コリアス（Γεώργιος Κόλλιας、ラテン文字転写：Georgios Kollias）、1977年8月30日 - ）は、ギリシャのヘヴィメタル・ミュージシャン（ドラマー）。音楽教師としても活動している。特に、アメリカのテクニカルデスメタルバンド、ナイルのドラマーとして著名。コリアスは、ナイルのアルバムに参加したことのある4人のドラマーの中で、初めてアルバム2枚以上で全曲を演奏したドラマーである。コリアスは、セイビアンとエヴァンス、ヴィック・ファースとエンドーズ契約している。加えて、アテネの現代音楽学校でドラムの講師としても活動している。
コリアスの参加していたエクストリミティー・オブセッションのギタリスト、イラクリス・コリアスはジョージの兄弟である。

## 略歴
ギリシャ中部・コリントスの出身。コリアスの述懐によれば、ドラムセットの演奏を始めたのは12歳の頃で、セパルトゥラやスレイヤーのようなお気に入りのバンドのカバーを行っていた。1999年頃から、ギリシャのドラマーでコリアスに大きな影響を与えたヤニス・スタヴロポウロスとドラムス講師として活動を開始している 。
コリアスは最初の頃、リチャード・クリスティ（デス、アイスド・アース等）、ポール・ボスタフ（エクソダス、スレイヤー、テスタメント等）、ピート・サンドヴァル（モービッド・エンジェル、テロライザー）、デイヴ・ロンバード（スレイヤー、テスタメント等）、イゴール・カヴァレラ（セパルトゥラ、カヴァレラ・コンスピラシー等）、ジーン・ホグラン（デス、デヴィン・タウンゼンド等）、ラーズ・ウルリッヒ（メタリカ）から影響を受けていた。そして後に、彼らとは大きく異なるスタイルのドラマー、ヴィニー・カリウタ（フランク・ザッパ、ジェフ・ベック等）やデイヴ・ウェックル、ジョーイ・ジョーディソン（スリップノット、ロブ・ゾンビ等）、スティーヴ・ガッド、トーマス・ラング（ジョン・ウェットン等）、マイク・マンジーニ（ドリーム・シアター、スティーヴ・ヴァイ等）からも影響を受けるようになった。
コリアスは、最初シッケニング・ホラーというデスメタルバンドで活動していた。後に、ギリシャのメロディックデスメタルバンド・ナイトフォールで活動していた。2005年にアメリカのテクニカルデスメタルバンド・ナイルに加入した。これと同時にナイトフォールを脱退している。
2008年7月には、コリアスの名義でドラムの教則DVD『Intense Metal Drumming』をハドソン・リミテッドからリリースしている。2012年には、続編の『Intense Metal Drumming II』がリリースされた。

## ディスコグラフィ

### ナイル
- 『アナイアレイション・オブ・ザ・ウィケッド』 - Annihilation of the Wicked (2005年)
- 『イシファリック』 - Ithyphallic (2007年)
- 『神に嫌われし者たち』 - Those Whom the Gods Detest (2009年)
- 『アット・ザ・ゲイツ・オヴ・セス』 - At the Gate of Sethu (2012年)
- 『ホワット・シュッド・ノット・ビー・アンアースド』 - What Should Not Be Unearthed (2015年)
- 『ヴァイル・ナイロティック・ライツ』 - Vile Nilotic Rites (2019年)

### セレブラム
- Spectral Extravagance (2009年)[注釈 2]
- Cosmic Enigma (2013年)

### シッケニング・ホラー
- When Landscapes Bled Backwards (2007年)

### ナイトフォール
- I Am Jesus (2003年)
- Lyssa: Rural Gods and Astonishing Punishments (2004年)

### エクストリミティー・オブセッション
- Extremity Obsession (1996年) ※デモ
- Everlasting (1997年) ※デモ

### システム・ショック
- Arctic Inside (2004年)

### 個人名義
- Intense Metal Drumming (2008年) ※DVD
- Intense Metal Drumming II (2012年) ※DVD
- Invictus (2015年)

### ADE
- Spartacus (2013年)[注釈 2]

### サークル・オブ・ザフィアン
- Flesh Without Soul (2004年) ※デモ[注釈 2]

### デウス・インフェスタス
- Swansongs For This Stillborn Race (2010年)[注釈 2]

### ラヴァー・オブ・シン
- Horny Beast (2012年)[注釈 2]

### ノクタ
- Wicked Woman (2005年)[注釈 2]

### アウトラウド
- 『レッツ・ゲット・シリアス』 - Let's Get Serious (2014年)[注釈 2]

### ティア
- Valkyrja (2013年)[注釈 2]

### コントレイリアン
- Predestined (2014年) ※EP
- Polemic (2015年)

## 使用機材
| - Pearl Reference Pure Series in # Piano Black - 22 x 18 Kick - 22 x 18 Kick - 08 x 07 Tom - 10 x 08 Tom - 12 x 09 Tom - 13 x 10 Tom - 14 x 12 Tom (left side) - 14 x 14 Floor Tom - 16 x 16 Floor Tom - 14 x 6.5 Snare - 12 x 5 Snare - Vic Firth Drumsticks - SGK George Kollias Signature - Pearl Hardware - DR-503C, DR-501C and RJ-50 complete Rack System. - DP-2002 Powershift Eliminator Double Pedal - H-2000 Eliminator Hi Hat Stand. - RH-2000 Eliminator Remote Hi Hat Stand - CLH-1000 Hi Hat Arms - S-2000 Snare Stand - B-1000 Boom Stands - CH-1000 Boom Arms - PCX-100 and PCX-200 Pipe Clamps - D-1000 Roadster Throne - TH-2000I and TH-2000S Tom Holders - OptiMount Suspension System for all toms - AX-20, AX-25 and AX-28 Adapters - UX-80 Universal Clamp - Extreme Isolation Headphones | - Sabian Cymbals - AAX Stage Hats 14" - HH Raw Bell Ride 20" - HHX Evolution Mini-Chinese 14" - Max Splash 07" - AAX Splash 10" - AA Mini Hats 10" - AA Mini Hats 12" - AAX Dark Crash 17" - AAX X-Plosion Crash 18" - AAX Stage Hats 13" - AAX Metal Ride 22" - AAX X-Treme Chinese 19" - HH China Kang Chinese 08" - AAX Dark Crash 17" - AAX X-Treme Chinese 17" - Axis Percussion - 2 Axis A Longboards (George Kollias Signature Edition Pedals) - Axis A Longboard on Foot Snare - Axis A Longboard on Ribbon Crasher - Evans Drumheads - BD22GB2 - 22" EQ2 Batter Clear - BD22RB - 22" EQ3 Resonant Black - EQPAF1 - AF Patch - Kevlar Single Pedal - B14G1RD - 14" Power Center Reverse Dot - S14H30 - 14" Hazy 300 - B1420 - 14" Blasters series Snare - 20 Strand - TT12G2 - 12" G2 Clear - TT12G1 - 12" G1 Clear - DADK - Magnetic Head Key - RF12D - 12" 2-Sided Speed/Workout Pad - Axis Bass Drum Triggers |